# Medalla Priestley

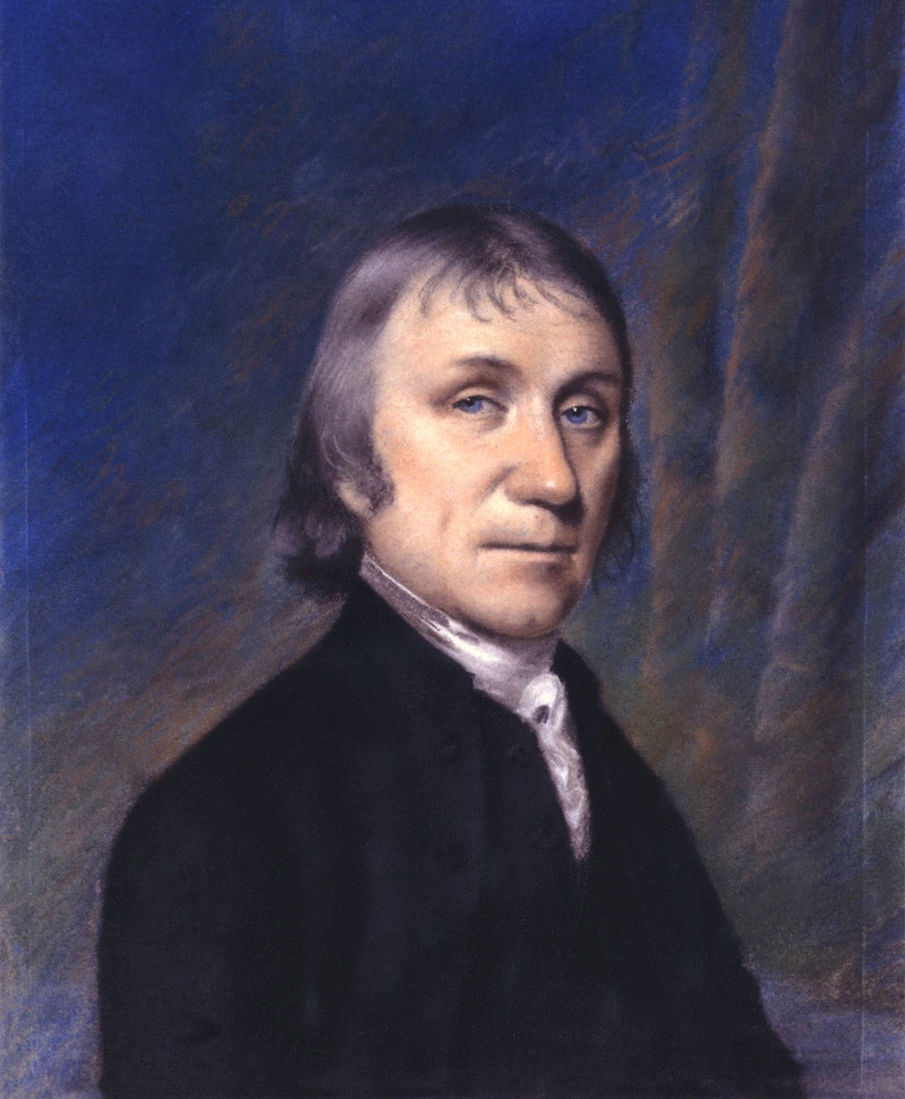
Joseph Priestley, Birstall, West Yorkshire, Anglaterra, 13 de març de 1733 - Northumberland, Pennsilvània, EUA, 6 de febrer de 1804.

La Medalla Priestley és l'honor més alt conferit per la Societat Americana de Química (American Chemistry Society) (ACS), i és lliurada per distingides investigacions en el camp de la química. Aquest premi fou establert el 1922, en honor de Joseph Priestley, el descobridor de l'oxigen que emigrà als Estats Units el 1794.

## Premiats
| - 1923 Ira Remsen - 1926 Edgar Fahs Smith - 1929 Francis P. Garvan - 1932 Charles L. Parsons - 1935 William A. Noyes - 1938 Marston T. Bogert - 1941 Thomas Midgley - 1944 James Bryant Conant - 1945 Ian Heilbron - 1946 Roger Adams - 1947 Warren K. Lewis - 1948 Edward R. Weidlein - 1949 Arthur B. Lamb - 1950 Charles A. Kraus - 1951 E. J. Crane - 1952 Samuel C. Lind - 1953 Robert Robinson - 1954 W. Albert Noyes, Jr. (son of William A. Noyes) - 1955 Charles A. Thomas - 1956 Carl S. Marvel - 1957 Farrington Daniels - 1958 Ernest H. Volwiler - 1959 Hermann Irving Schlesinger | - 1960 Wallace R. Brode - 1961 Louis Plack Hammett - 1962 Joel H. Hildebrand - 1963 Peter J. W. Debye - 1964 John Christian Bailar, Jr. - 1965 William J. Sparks - 1966 William O. Baker - 1967 Ralph Connor - 1968 William G. Young - 1969 Kenneth S. Pitzer - 1970 Max Tishler - 1971 Frederick D. Rossini - 1972 George B. Kistiakowsky - 1973 Harold Clayton Urey - 1974 Paul J. Flory - 1975 Henry Eyring - 1976 George S. Hammond - 1977 Henry Gilman - 1978 Melvin Calvin - 1979 Glenn T. Seaborg - 1980 Milton Harris - 1981 Herbert C. Brown - 1982 Bryce Crawford, Jr. - 1983 Robert S. Mulliken - 1984 Linus Pauling - 1985 Henry Taube - 1986 Karl August Folkers - 1987 John D. Roberts - 1988 Frank H. Westheimer - 1989 George C. Pimentel | - 1990 Roald Hoffmann - 1991 Harry B. Gray - 1992 Carl Djerassi - 1993 Robert W. Parry - 1994 Howard E. Simmons - 1995 Sir Derek H. R. Barton - 1996 Ernest L. Eliel - 1997 Mary L. Good - 1998 F. Albert Cotton - 1999 Ronald Breslow - 2000 Darleane C. Hoffman - 2001 Fred Basolo - 2002 Allen J. Bard - 2003 Edwin J. Vandenberg - 2004 Elias James Corey - 2005 George A. Olah - 2006 Paul S. Anderson - 2007 George M. Whitesides - 2008 Gabor A. Somorjai - 2009 M. Frederick Hawthorne - 2010 Richard Zare - 2011 Ahmed H. Zewail - 2012 Robert S. Langer - 2013 Peter J. Stang - 2014 Stephen J. Lippard - 2015 Jacqueline Barton - 2016 Mostafa El-Sayed - 2017 Tobin Jay Marks - 2018 Geraldine L. Richmond - 2019 Karl Barry Sharpless - 2020 JoAnne Stubbe |